# Arc’teryx

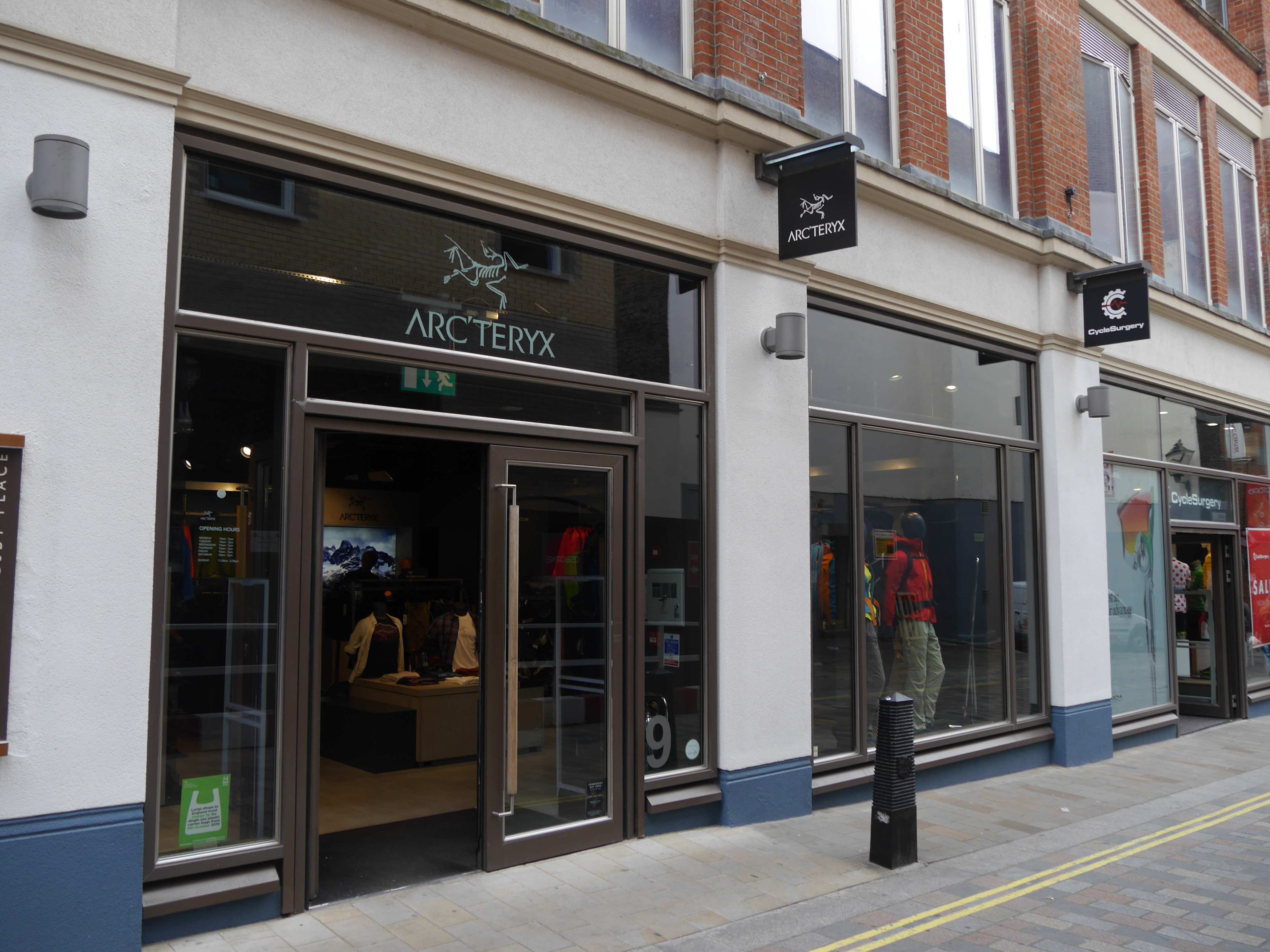
Arc’teryx-Store in London

Arc’teryx ist ein kanadischer Hersteller von Outdoor-Bekleidung. Das Unternehmen wurde 1989 in North Vancouver unter dem Namen Rock Solid von Dave Lane und Jeremy Guard gegründet und befindet sich heute im Besitz des finnischen Konzerns Amer Sports, welcher wiederum seit 2019 einem internationalen Konsortium unter Führung des chinesischen Konzerns Anta Sports gehört.

## Name und Logo
Der Name und das Logo sind vom als Urvogel bezeichnetem Archaeopteryx inspiriert. Das Unternehmen möchte laut eigener Aussage damit die Idee einer „sich beschleunigenden Entwicklung, mit deren Hilfe draußen, in den Bergen mehr Dinge möglich werden“, transportieren. Das von Michael Hofler entworfene Logo basiert auf dem Berliner Exemplar des Archaeopteryx.

## Produkte und Markt
Als Arc’teryx 1989 unter dem Namen Rock Solid gegründet wurde, produzierte es nur Kletterausrüstung. 1993 begann der Verkauf von Rucksäcken und 1996 wurde die technische Bekleidung mit Gore-Tex in das Sortiment eingeführt. Die nächsten Jahre waren von der Entwicklung des Modells Alpha SV, einer vor allem für das Eisklettern konzipierten wasserdichten Jacke, geprägt. Dieses heute noch erhältliche Modell wurde erstmals 1998 verkauft. Neben dem Kürzel SV (für Severe Use „harte Verwendung“) haben sich auch AR (All-Round), MX (Mixed Use), LT (Lightweight) und SL (Super Lightweight) als Teile der Modellbezeichnungen etabliert. Mittlerweile bietet Arc’teryx ein vollumfängliches Sortiment an Outdoor-Bekleidung an. Darüber hinaus werden weiterhin Klettergurte, Wander- und Laufschuhe sowie Rucksäcke vertrieben.
Nach der Übernahme von Arc’teryx durch Salomon 2001 wurden mehr Artikel für den Wintersport hergestellt. 2011 wurde diese Produktlinie in Whiteline umbenannt. 2009 führte Arc’teryx die Produktlinie Veilance ein, unter welcher vor allem Produkte für den urbanen Markt angeboten werden, die allerdings weiterhin über Eigenschaften der Outdoor-Modelle, wie etwa eine hohe Wasserdichtheit verfügen. Seit den späten 2010er-Jahren verkauft das Unternehmen zunehmend Kleidung im Stile von Gorpcore und Streetwear, weswegen es 2021 die Linie System_A einführte.
Unter dem Namen ARC’ONE betreibt Arc’teryx seit 2016 eine kleine Produktionsstätte in New Westminster, wo etwa zehn Prozent der weltweiten Produktion hergestellt werden. Der Großteil der Produktion findet in Südostasien statt.

## Bedeutung im Militär
Die LEAF-Reihe (Law Enforcement and Armed Forces) richtet sich an das Militär und Strafverfolgungsbehörden. Einige der Produkte dieser Serie sind militärische Versionen ziviler Produkte. Andere Modelle wie Tango und Charlie wurden mit Tarnmustern hergestellt und für militärische Zwecke bestimmt. Das United States Marine Corps hat das MOLLE-System eingestellt und durch ILBE (Improved Load Bearing Equipment) ersetzt. Arc’teryx fertigt zu diesem Zweck Rucksäcke im „Tango-Design“.